# کورکومینوید
کورکومینوید (به انگلیسی: Curcuminoid) با فرمول شیمیایی C21H20O6 یک ترکیب شیمیایی است. که جرم مولی آن ۳۶۸٫۳۸ گرم بر مول می‌باشد. شکل ظاهری این ترکیب، پودر نارنجی است.